# ウラジーミル・チャップリン
ウラジーミル・ミハイロヴィッチ・チャップリン（Vladimir Mihailovic Chaplin　Влади́мир Миха́йлович Ча́плин、1861年   - 1931年11月10日）は、ロシア帝国とソビエト連邦の科学者および教師、暖房および換気技術の分野の専門家。モスクワ第七建築都市研究室室長を歴任。
作家ヴェラ・チャプリナの祖父 。

## 生涯
レフ・チャップリン（15世紀半ば） に連なるロシア貴族チャップリン家の末裔 。
1883年に帝国モスクワ技術学校（IMTU）を卒業し、1898年に学校の教授のポストに就任。 1898年から1909年。モスクワ美術大学でも教鞭をとっている。ヴフテマスではゴロゾフと共用研究室を開設。1927年からは独立研究室を所有。モスクワ・グリーンシティのユートピア的思想にも関与した。
1895年、チャップリンはIMTUの同僚である建築家V.G. Zalesskyと一緒に、商社「V. Zalessky and V.Chaplin」を設立し経営。1902年、Zalesskyとチャップリンはボリシャヤ・ドミトロフカ通り沿いに自分らの家を設け、その家族が別々の床を持っていたところ、同社の実施されたプロジェクトの中でその技術的なオフィス構築を実施した。
Zalessky and V. Chaplin社は以降ロシア帝国の数十の都市にある約1,500の建物の暖房および換気システムに従事。代表作に、アレクサンドル3世皇帝にちなんで名付けられたプーシキン美術館、ルミャンツェフ美術館、ロシア工業博物館、モスクワ公会堂大学、帝国モスクワ技術学校、モスクワ絵画彫刻建築学校、アレクサンドロフスコエ軍事学校、ブレスト（ベラルースキー）鉄道駅、ジル (自動車)社、Sandunovskie浴場、メトロポールホテル、エルミタージュレストラン、保険会社「ロシア」の建物、アレクゼーフスカヤ眼科病院、シェレメテフ病院、聖ワシリイ大聖堂、セルゲイアレクサンドロヴィッチ大公チュードフ修道院、ペレルヴィンスキー修道院、ザイコノマーサ-マリインスキー修道院等のモスクワで誰もが知っている有名建築を手がける。モスクワ以外にも ArkhangelskoyeのYusupovs寺院埋葬金庫、サンクトペテルブルク市子供病院、 Putilov工場、Arkhangelsk市庁、 Nizhny Novgorod市の劇場、 Kiev商業研究所、リヴァディア宮、Triangle Irkutsk工場、バクの子供病院、ペンザのストリピン工場、リガのカザン寺院の神の母像、リヤザンの発電所、タンボフの火薬工場、サマラのヴォルガカマ銀行、カルーガ教区学校、帝国カルコフ大学、他の多くの建物設備を担当。
1903年には強制循環を備えたロシアで最初の給湯システムをつくる。彼によって提案された水-水加熱システムは、加熱ネットワークからの過熱水を利用するという現在広く使用されている加熱システムのプロトタイプになる。同じ年に、IMTUの機械学部で国内最初の暖房と換気部門を組織しノルウェー工科学会の衛生技術部門の会長に就任する。
1903年に国務院議員の地位を獲得し、スタニスラウスIIIおよびIIセントアンナII聖勲章を授与された ; 1908年から1914年にかけては第1回選挙会議のモスクワゼムストヴォ評議会の議員 。ロシア内戦中はチフスなど病気治療のために必要な消毒室を設計している。
1910年以降は企業で換気の問題に取り組んでいた。そこで産業用換気の基本的な科学的かつ実用的な規定、その合理的な設計および利用法を最初に策定 。

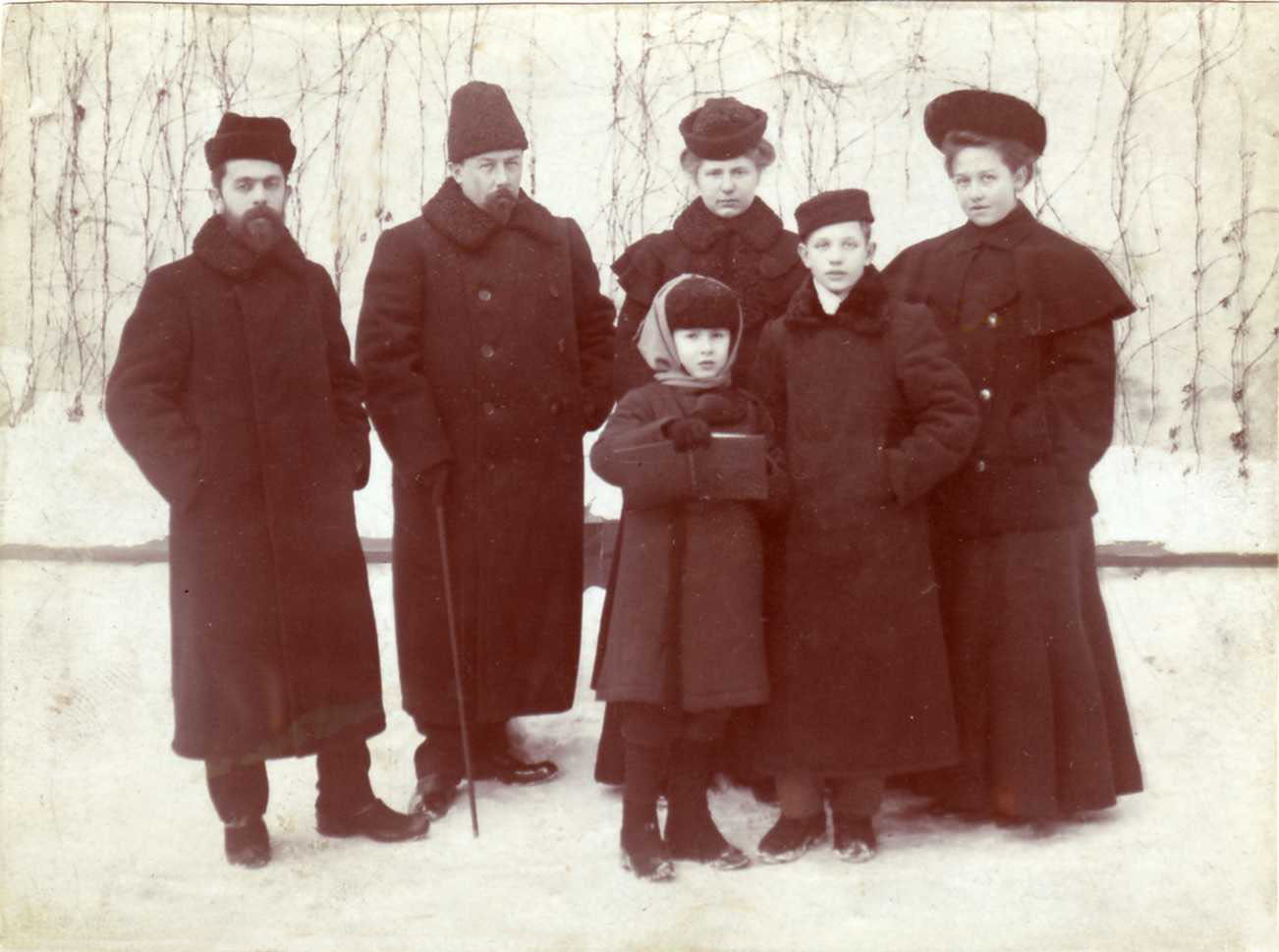
ボリシャヤ・ドミトロフカ16番の家の中庭で、家族と生徒のコンスタンチン・メーリニコフ （右から2番目）と一緒にいるVM Chaplin（左から2番目）。 1904g。

1920年代に、チャップリンはローカルシステムを暖房ネットワークに接続するためのスキームを開発。これにより、信頼性の高い運用と中央規制が保証された。このスキームは、今日でも「混合依存」という名前で使用されている。チャップリンは、炉事業の発展と改善にも貢献。チャップリンが薪用に提案した火室、火格子が置かれる浅い深さの部屋での配置は、煙からの炎のより均一な燃焼と分離を可能にした。
その後暖房と換気に関する最初のロシアの教科書（1903年）を執筆。 35年間にわたりIMTU（のちMVTU）でこの分野のメインコースで教え、建築研究所では、熱工学研究所の暖房および換気部門を率い、暖房および換気誌の編集委員会の議長を務めた。 1922年、チャップリンは、機械ではなく、後に土木工学高等学校（VISU）に鞍替えしたモスクワ高等技術学校の工学および建設学部で、暖房および換気の専門家研修を担当した。
チャップリンは貧しい従業員の子供たちを自費で育て教えた。教え子には暖房と換気の教授となるエルモラエフ、そして世界的に有名となる建築家コンスタンチン・メーリニコフもその一人。チャップリンは、メーリニコフにモスクワ絵画・彫刻・建築学校への入学準備をする機会を与えただけでなく、入学後の専攻について建築を進めた。アメリカの美術評論家Fスターあての手紙の中でメーリニコフは次のように書いている。「アメリカ人にとって、ロシアに無私無欲に善を行うことができる者の存在することを想像するのは難しい」  。
1931年11月10日、インフルエンザによる合併症で死去。ニュードンスコエ墓地（第5納骨堂、第3セクション）に埋葬された。
2009年にモスクワ州立土木工学大学で開催された第3回国際科学技術会議「熱とガスの供給と換気の理論的基礎」 は、チャップリンの生誕150周年記念とされた。